# Samson i Dalila (film 1949)
Samson i Dalila (ang. Samson and Delilah) – amerykański film kostiumowy z 1949 roku w reżyserii Cecila B. DeMille’a na podst. rozdziałów 13.-16. Księgi Sędziów i powieści Samson the Nazarite Ze’ewa Żabotyńskiego. W rolach tytułowych wystąpili Victor Mature i Hedy Lamarr, którym partnerowali George Sanders, Angela Lansbury i Henry Wilcoxon.
Film przedstawia losy obdarzonego nadludzką siłą danickiego rewolucjonisty Samsona, który zakochuje w pięknej Dalili, siostrze jego zmarłej narzeczonej. Nie wie, iż ona uwodzi Samsona na zlecenie wrogich mu Filistynów wierząc, że może odkryć jego słaby punkt. Odkrywa ona, iż sekret jego potęgi tkwi w jego nieścinanych włosach.
Film został pomyślany jako następny po Kleopatrze (1934) „wielki film” wytwórni Paramount Pictures i preprodukcja filmu rozpoczęła się już w 1935 roku, jednak produkcja została anulowana w następnym roku. Projekt wznowiono w 1946 roku i główne zdjęcia oficjalnie rozpoczęto w 1948 roku i skończono rok później.
Samson i Dalila okazali gigantycznym sukcesem finansowym, stając najbardziej dochodowym filmem 1950 roku, a także w czasie wyświetlania trzecim kasowym film w historii kina. Film otrzymał również pozytywne oceny od krytyków i uzyskał pięć nominacji do Oscara, zdobywając nagrodę za najlepsze kostiumy i scenografię.

## Fabuła
Źródło: Professor of Old Testament
W X wieku p.n.e. Danici żyją pod okupacją Filistei, licząc na wyzwoliciela. Młody Danita z wioski Sorea, sędzia Samson zakochuje się w Semadar, Filistynce z Timny. Nie wie jednak, że darzy go uczuciem siostra Semadar, Dalila, zauroczona jego imponującą siłą. Namawia ona Samsona, by dołączyli do świty filistyńskiego seranima w polowaniu na lwy. Po drodze atakuje lew, którego Samson zabija gołymi rękami. Przybywają seranim i jego ludzie, nie wierząc w sposób jaki lew zginął. Gdy Samson pokonuje w walce siłacza Garmiskara, zaimponowany władca w nagrodę daje mu pozwolenie na poślubienie filistyńskiej kobiety. Samson jako narzeczoną wybiera Semadar. Nie podoba się to gubernatorowi wojskowemu ziemi Danitów, księciowi Aturowi, któremu Semadar była wcześniej obiecana. Także Dalila nie jest zadowolona. Seranim wyjaśnia, że tak mocny człowiek po stronie Filistynów może się przydać.
Na uczcie weselnej Samson zakłada się z gośćmi weselnymi, że jeśli ktoś z nich odgadnie jego zagadkę, on opłaci im szaty. Dalila sugeruje, że Semadar zna odpowiedź, więc Atur podstępem wydobywa z niej informacje. W efekcie Samson przegrywa zakład, choć uważa że Atur nie wpadł samodzielnie i zarzeka kpiącym Filistynom, że zapłaci im swój dług zakładowy. Odchodzi, zrywając zaślubiny z Semadar. Dalila sugeruje ojcu Tubalowi, by kontynuować wesele ofiarując Atura jako męża Semadar. Samson zrywa szaty z trzydziestu napotkanych Filistynów i wraca do domu Tubala, odkrywszy że . Między Samsonem a gośćmi wybucha walka, która kończy się przypadkową śmiercią Semadar i Tubala. Samson staje się ściganym człowiekiem i w swojej furii zaczyna walczyć z Filistynami.
Atura nurtuje skąd Samson czerpie nadludzką siłę, a Dalila zapowiada zemstę Samsonowi. Seranim nakłada wysokie podatki na Danitów, aby Samson został zdradzony przez jego własny lud. Plan seranima działa, kiedy sfrustrowani Danici wydają Samsona Filistynom. W Lechi, w drodze do seranima, Samson pokonuje żołnierzy uzbrojony jedynie w oślą szczękę. Delila, obecnie kurtyzana na seranimskim dworze, zgłasza się na ochotnika, by poznać sekret siły Samsona. Prosi, by jednak go nie skazywać na śmierć – chce widzieć go żyjącego w upokorzeniu do końca jego dni. Dalila rozbija obóz w dolinie Sorek, nieopodal opuszczonej kananejskiej świątyni, co przykuwa uwagę ukrywającego się tam Samsona, okradającego filistyńskie karawany jako zwrot podatków.
Dalila stopniowo uwodzi Samsona i dowiaduje się od niego, że jeśli zwiąże się go siedmioma linkami, osłabnie i nie będzie mógł się ruszyć. Dalila natychmiast zamierza to przetestować, ale okazuje się, że to blef. Samson pyta Dalili czy ona go poślubi. Dalila jako dowód jego miłości prosi o zdradzenie sekretu jego siły. Samson oznajmia, że moc ta wyłącznie pochodzi od danickiego niewidzialnego boga. Jako dziecko został mu poświęcony i przyjął śluby, które w ciągu życia łamał. Jedynym jego niezłamanym ślubem jest niestrzyżenie włosów. Niespodziewanie pojawia się dawna ukochana Samson, Miriam, z bratem Saulem i przekazuje, że Filistyni palą danickie wioski i zabili jego rodziców. Mimo ostrzeżenia Dalili, że to zasadzka Atura, Samson rusza do walki.
Przed wyjazdem Samson wypija toast z dosypanym przez Dalilę środkiem nasennym. Gdy zasypia, Dalila obcina mu włosy i wzywa Atura, wyznając, że zrobiła to z zazdrości o Miriam. Ostrzyżony Samson traci siłę i zostają mu wypalone oczy. Zabrany do Gazy, stolicy Filistei, i wzięty na męki Samson zostaje zakuty, by mełł ziarno. Delila z przerażeniem odkrywa jego oślepienie, choć władca oznajmia, że technicznie nie złamał jej obietnicy i ona jest przyczyną jego męki. Dalila błaga boga Danitów o przywrócenie mu wzroku, a Samson o przebaczenie. Odwiedziwszy Samsona, Dalila odkrywa, że siła do niego wraca. 
Następnego dnia Samsona sprowadza się do świątyni Dagona jako pośmiewisko dla całej Gazy. Obecni są Miriam i Saul, by go odbić, ale Samson odmawia pomocy uważając, że jako przywódca zawiódł swój lud. Dalila uczestnicząc w publicznej torturze Samsona, dzierżąc bicz, którego używa, aby poprowadzić go do głównych filarów świątyni. Gdy staje między nimi, każe Dalili uciekać, ale ona pozostaje niezauważona przez niego, gdy rozpycha filary. Filary ustępują, a świątynia się zawala, grzebiąc Samsona, Dalilę i wszystkich Filistynów, w tym dwór. Miriam wyjaśnia Saulowi, że siła Samsona nie umarła, a ludzie będą opowiadać jego historię  przez następne tysiąclecie.

## Obsada
Opracowano na podst. materiału:

- Victor Mature – Samson
- Hedy Lamarr – Dalila
- George Sanders – seranim Gazy
- Angela Lansbury – Semadar
- Henry Wilcoxon  – książę Atur
- Olive Deering  – Miriam
- Fay Holden – Hazelelponit
- Julia Faye – Hiszam
- Russ Tamblyn – Saul
- William Farnum – Tubal
- Lane Chandler – Teresz
- Moroni Olsen – Targil
- Francis McDonald – gawędziarz
- Wee Willie Davis – Garmiskar
- John Miljan – Lesz Lakisz
- Arthur Q. Bryan – filistyński kupiec
- Laura Elliot – widzka
- Victor Varconi – zarządca Aszdod
- John Parrish – zarządca Gat
- Frank Wilcox – zarządca Ekron
- Russell Hicks – zarządca Aszkelon
- Boyd Davis – pierwszy kapłan
- Fritz Leiber – Szarif
- Mike Mazurki – dowódca Filistynów
- Davison Clark – książę kupców
- George Reeves – ranny posłaniec
- Pedro de Cordoba – Bar Simon
- Frank Reicher – golibroda
- Colin Tapley – królewicz
- Cecil B. DeMille – narrator (głos)
- Charles Evans – Manoach
- Karen Morley (niewymieniona w czołówce)
- Tanner – lew

## Nagrody i nominacje
| Nagroda                   | Kategoria                                              | Nominowani                                                              | Wynik     | Źródło |
| ------------------------- | ------------------------------------------------------ | ----------------------------------------------------------------------- | --------- | ------ |
| Nagroda Akademii Filmowej | Najlepszy muzyka (dramat/komedia)                      | Victor Young                                                            | Nominacja | [ 1 ]  |
| Nagroda Akademii Filmowej | Najlepsze zdjęcia (film barwny)                        | George Barnes                                                           | Nominacja | [ 1 ]  |
| Nagroda Akademii Filmowej | Najlepsza scenografia i dekoracje wnętrz (film barwny) | Hans Dreier, Walter H. Tyler, Samuel M. Comer i Ray Moyer               | Wygrana   | [ 1 ]  |
| Nagroda Akademii Filmowej | Najlepsze kostiumy (film barwny)                       | Edith Head, Ralph Jester, John Jensen, Dorothy Jeakins i Arnold Friberg | Wygrana   | [ 1 ]  |
| Nagroda Akademii Filmowej | Najlepsze efekty specjalne                             | Cecil B. DeMille Productions                                            | Nominacja | [ 1 ]  |
| Złoty Glob                | Najlepsze zdjęcia (film barwny)                        | George Barnes                                                           | Nominacja | [ 4 ]  |